# 프란시스코 술라가
프란시스코 술라가 로드리게스(스페인어: Francisco Zuluaga Rodríguez, 1929년 2월 4일 ~ 1993년 11월 8일)는 콜롬비아의 전 축구 선수이다. 그는 선수 생활 대부분을 콜롬비아의 미요나리오스 풋볼 클럽에서 하였다. 또한 술라가는 콜롬비아 축구 국가대표팀으로 9경기 1골을 기록했으며, 콜롬비아가 처음으로 월드컵에 진출한 1962년 FIFA 월드컵에 참가해 본선 첫 경기 우루과이를 상대로 그의 유일한 A매치 골을 기록했다.